# Sveno Olavi Wasselius
Sveno Olavi Wasselius, född 31 december 1629 i Kättilstads församling, Östergötlands län, död 16 januari 1692 i Ukna församling, Kalmar län, var en svensk präst.

## Biografi
Sveno Wasselius föddes 1629 i Kättilstads socken. Han prästvigdes 12 juni 1662 och blev 1663 komminister i S:t Lars församling, Linköping. Wasselius blev 1672 komminister i Linköpings församling och 1681 kyrkoherde i Ukna församling. Han avled 1692 i Ukna socken.

### Familj
Wasselius gifte sig 1665 med Sara Hansdotter. De fick tillsammans barnen studenten Olof Wasselius (född 1666) vid Lunds universitet, Brita Wasselius (död 1728) som var gift med kyrkoherden Andreas Sundius i Mörkö församling, klockaren Johan Wasselius (född 1672) i Ukna församling, Nils Wasselius (född 1674), Kristina Wasselius (1677–1750), Hans Wasselius (1679–1697) och Samuel Wasselius (1681–1681).